# Lăpușata (gmina)
Lăpușata – gmina w Rumunii, w okręgu Vâlcea. Obejmuje miejscowości Berești, Broșteni, Mijați, Sărulești, Scorușu, Șerbănești i Zărnești. W 2011 roku liczyła 2154 mieszkańców.